# Karbamidsav
| Karbamidsav |                                                |
| szerkezeti képlet                                                                                               |                                                |
| pálcikamodell                                                                                                   |                                                |
| \| \| \| |                                                |
| IUPAC-név | karbamidsav                                    |
| Kémiai azonosítók                                                                                               |                                                |
| CAS-szám | 463-77-4                                       |
| PubChem | 277                                            |
| ChemSpider | 271                                            |
| DrugBank | DB04261                                        |
| KEGG | C01563                                         |
| MeSH | Carbamic+acid                                  |
| ChEBI | 28616                                          |
| SMILES | O=C(O)N                                        |
| InChI | 1/CH3NO2/c2-1(3)4/h2H2,(H,3,4)                 |
| InChIKey | KXDHJXZQYSOELW-UHFFFAOYSA-N                    |
| Beilstein | 1734754                                        |
| Gmelin | 130345                                         |
| UNII | O0UC6XOS4H                                     |
| ChEMBL | CHEMBL125278                                   |
| Kémiai és fizikai tulajdonságok                                                                                 |                                                |
| Kémiai képlet                                                                                                   | CH3NO2                                         |
| Moláris tömeg                                                                                                   | 61,040 g/mol                                   |
| Rokon vegyületek                                                                                                |                                                |
| Rokon vegyületek                                                                                                | Ditiokarbamátok Szénsav Karbamid Etil-karbamát |
| Ha másként nem jelöljük, az adatok az anyag standardállapotára (100 kPa) és 25 °C-os hőmérsékletre vonatkoznak. |                                                |
| |                                                |

A karbamidsav normál körülmények között instabil vegyület. Formailag a legegyszerűbb aminosav, de instabilitása (és a karboxil-nitrogén kötés sajátsága) miatt ez a jelző a glicint illeti. Fontosságát inkább a bonyolultabb vegyületek nevének meghatározásában betöltött szerepe adja.
A belőle származtatható csoport neve „karbamoil”. A „karbamoiltranszferázok” a 2.1.3 EC-szám alá sorolt transzferáz enzimek.

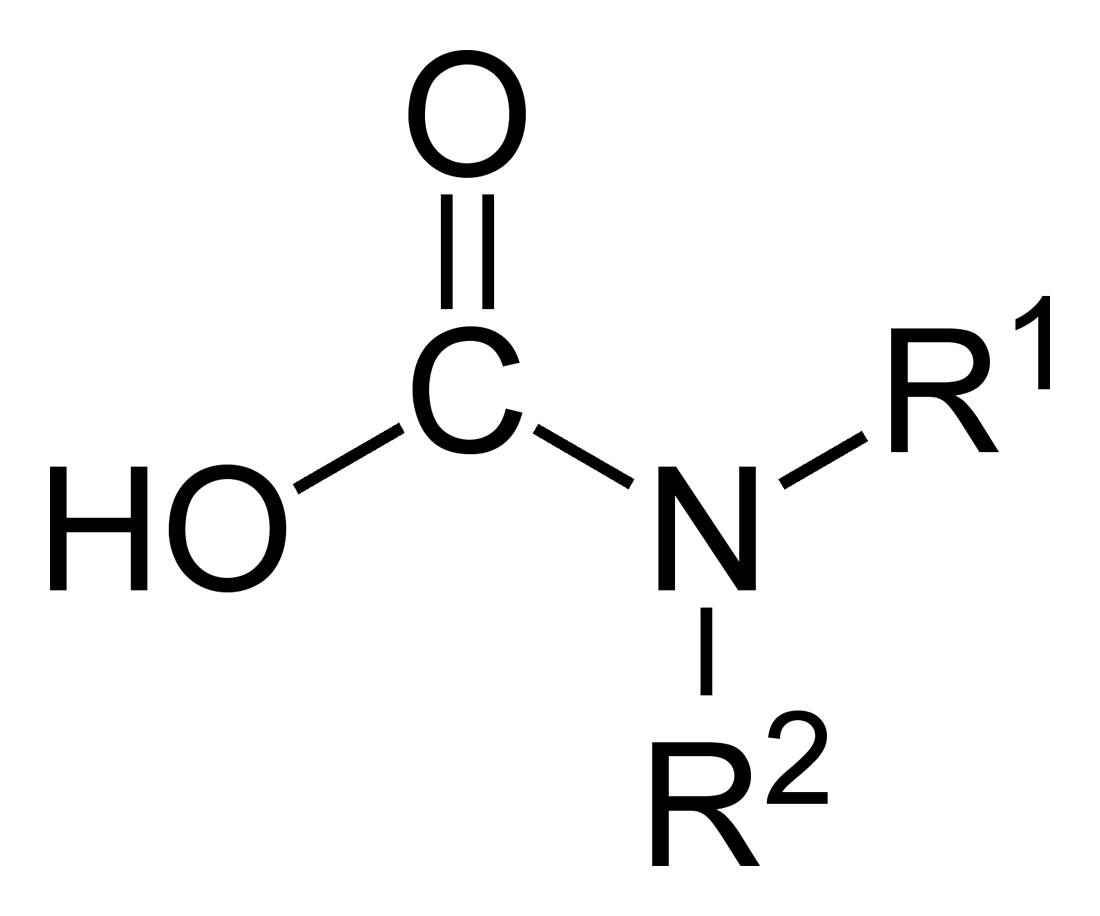
karbamidsavcsoport
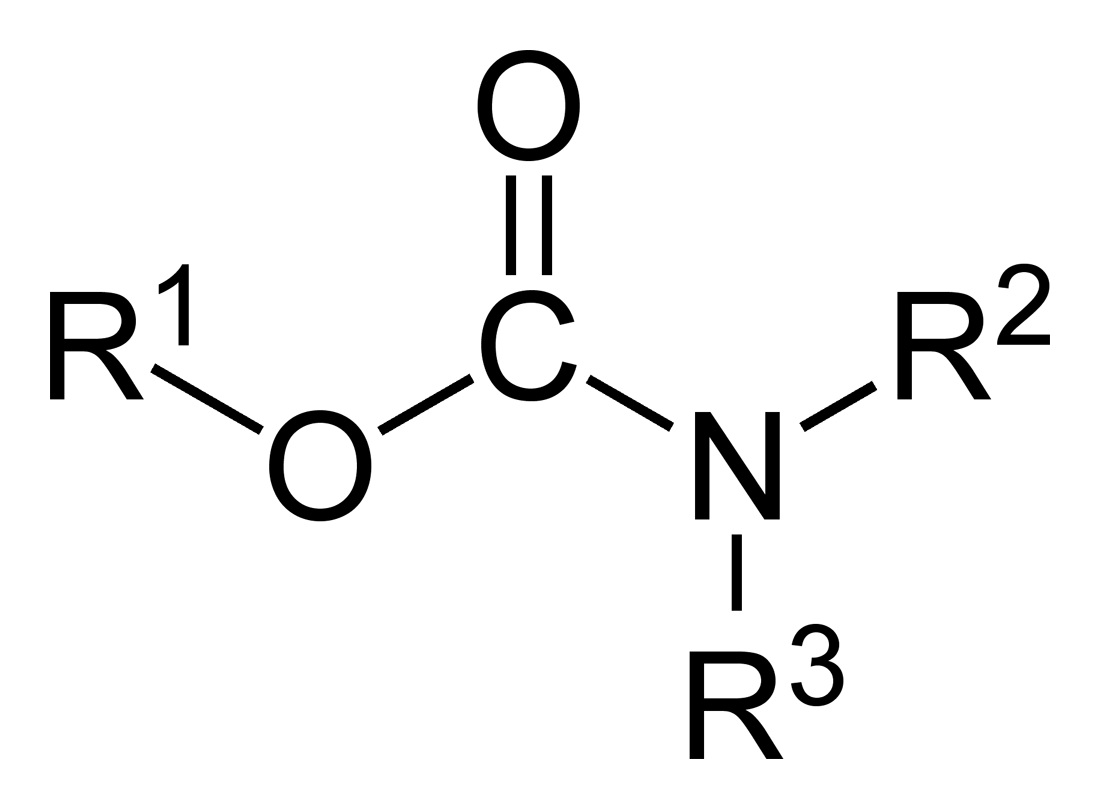
karbamátcsoport
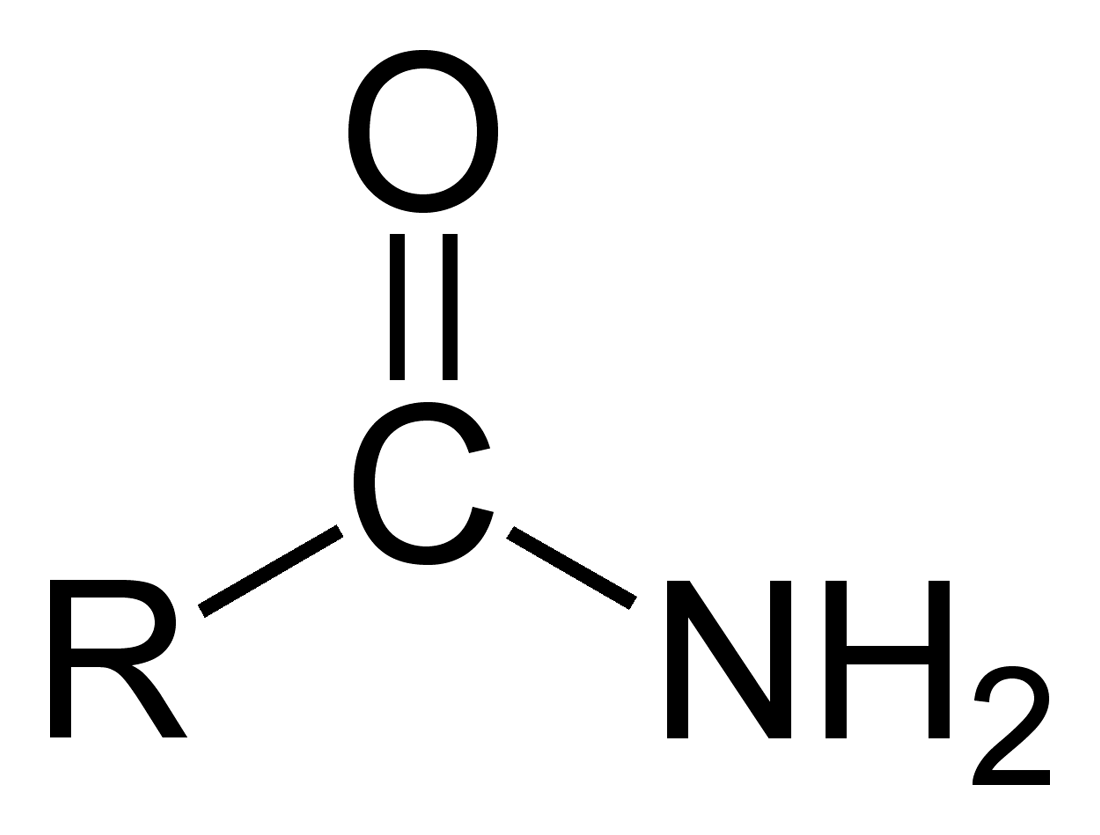
karbamoilcsoport

A karbamidsavak a karbamát védőcsoportok lebontásának közbenső termékei, az észterkötés hidrolízise során karbamidsav keletkezik. A reakciót a szén-dioxid felszabadulása a védőcsoport eltávolításának irányába hajtja, melynek során a nem védett amin keletkezik.
A karbamidsav az élő szervezetek fontos molekulája, melyről úgy tartják, hogy enzimatikus hatásra keletkezik karbamidból.

## Karbamátok
A karbamátok a karbamidsavak észterei. A karbamidsav legegyszerűbb észtere a metil-karbamát.
Néhány észtert izomrelaxánsként alkalmaznak, míg mások – például az aldikarb – rovarirtószerek.

## Fordítás
Ez a szócikk részben vagy egészben a Carbamic acid című angol Wikipédia-szócikk ezen változatának fordításán alapul.  Az eredeti cikk szerkesztőit annak laptörténete sorolja fel. Ez a jelzés csupán a megfogalmazás eredetét és a szerzői jogokat jelzi, nem szolgál a cikkben szereplő információk forrásmegjelöléseként.